# きのこの里フェスティバル
きのこの里フェスティバル（きのこのさとフェスティバル）は、北海道上川郡愛別町で毎年9月に行われるイベント。全道有数のキノコの産地である愛別町のキノコを用いた料理や、その他催し物などが行われる愛別町で最も大きなイベントである。イベント開催地住所は北海道上川郡愛別町字旭山、愛別ダム「きのこの里」広場。

## 概要
きのこの里フェスティバルは毎年9月の第2日曜日に行われる、1万人規模の催し物である。1987年(昭和62年)に行われたのが第1回で、2013年の開催分で延べ27回をえる。愛別ダムに隣接する場所で行われ、町内の農業・商工業・公務員・団体職員・自営など様々な分野の有志で組織する「あいべつきのこの里フェスティバル実行委員会」が主催する。このイベントでは、「きのこの里」と呼ばれる愛別町の特産品、キノコをふんだんに使用した汁物や飯など、さまざまなきのこ料理を楽しむことができる。
フェスティバル内で行われる、舞茸・エノキダケ・シイタケ・ナメコなどキノコ中心のイベントには様々な物があり、入場券が必要な「きのこと牛肉の食べ放題」、直径3.5mと深さ2mのサイズを誇る大鍋で「ジャンボきのこ鍋」というキノコ汁が作られるほか、愛別町で作られたお米100升分を大釜と薪で吹きあげた、「百姓一揆炊き」もある。また、訪れた人々に抽選でプレゼントが当たる抽選会も実施。会場ではステージも設置され、ジャズバンドのライブや、地元のYOSAKOIソーランに参加したチームなどが舞いを披露している。その他、キノコはもとより、米や野菜、加工品など愛別町の特産品も販売している。
近年は、愛別町と「愛」のつく町で以前から交流のある滋賀県東近江市（旧愛東町）の使節団が、まちのPRをする目的で来訪。同市内で作られる梨などの特産品を販売している。